# Денний
Денни́й (рос. Денной) — селище у складі Соль-Ілецького міського округу Оренбурзької області, Росія.

## Населення
Населення — 4 особи (2010; 1 у 2002).
Національний склад (станом на 2002 рік):
- росіяни — 100 %